# マシュー・ディーン (第4代準男爵)
第4代準男爵サー・マシュー・ディーン（英語: Sir Matthew Deane, 4th Baronet、1706年 – 1751年6月10日埋葬）は、アイルランド王国の政治家。1739年から1751年までアイルランド庶民院議員を務めた。

## 生涯
第3代準男爵サー・マシュー・ディーンと妻ジェーン（Jane、旧姓シャープ（Sharp）、1732年6月6日没、ウィリアム・シャープの娘）の長男として、1706年にコーク県キルチャネック（Kilchaneck）で生まれた。1721年7月15日にオックスフォード大学クライスト・チャーチに入学、8月1日にミドル・テンプルに入学した。
1739年から1751年までコーク市選挙区の代表としてアイルランド庶民院議員を務めた。
1747年3月11日に父が死去すると、準男爵位を継承した。
1751年6月に死去、6月10日に埋葬された。弟ロバートが準男爵位を継承した。

## 家族
1743年7月31日、ダブリンでソールズベリー・デイヴィス（Salisbury Davies、1755年11月14日没、ロバート・デイヴィスの娘）と結婚、3女ソールズベリー（Salisbury）、メアリー、シャーロットをもうけた。